# Kelvin Gastelum
Kelvin Gastelum, né le 24 octobre 1991 à San José en Californie, est pratiquant américain d'arts martiaux mixtes (MMA). Il combat actuellement à l'Ultimate Fighting Championship dans la division des poids moyens.

## Palmarès

### Distinctions
- Ultimate Fighting Championship
  - Vainqueur de The Ultimate Fighter 17
  - Combat de la soirée (trois fois) (contre Neil Magny/contre Ronaldo Souza/contre Israel Adesanya)
  - Performance de la soirée (trois fois)

### Palmarès en arts martiaux mixtes
| 30 combats     | 19 victoires | 10 défaites |
| Par KO         | 6            | 0           |
| Par soumission | 5            | 3           |
| Sur décision   | 8            | 7           |
| Sans décision  | 1            | 1           |

| Résultat      | Record    | Adversaire       | Méthode                             | Événement                                   | Date              | Round | Temps | Lieu                                 | Notes |
| ------------- | --------- | ---------------- | ----------------------------------- | ------------------------------------------- | ----------------- | ----- | ----- | ------------------------------------ | --- |
| Défaite       | 19-10 (1) | Joe Pyfer        | Décision unanime                    | UFC 316 : Dvalishvili contre O'Malley 2     | 7 juin 2025       | 3     | 5:00  | Newark, New Jersey, États-Unis       | Retour en poids moyens. |
| Victoire      | 19-9 (1)  | Daniel Rodriguez | Décision unanime                    | UFC Fight Night: Whittaker vs. Aliskerov    | 22 juin 2024      | 3     | 5:00  | Riyad, Arabie saoudite               | Retour en poids moyens. |
| Défaite       | 18-9 (1)  | Sean Brady       | Soumission (kimura)                 | UFC Fight Night: Dariush vs. Tsarukyan      | 2 décembre 2023   | 3     | 1:43  | Austin, Texas, États-Unis            | Combat en poids mi-moyens. |
| Victoire      | 17-8 (1)  | Chris Curtis     | Décision unanime                    | UFC 287: Pereira vs. Adesanya 2             | 9 avril 2023      | 3     | 5:00  | Miami, Floride, États-Unis           | |
| Défaite       | 16-8 (1)  | Jared Cannonier  | Décision unanime                    | UFC on ESPN: Cannonier vs. Gastelum         | 21 août 2021      | 5     | 5:00  | Las Vegas, Nevada, États-Unis        | |
| Défaite       | 16-7 (1)  | Robert Whittaker | Décision unanime                    | UFC on ESPN: Whittaker vs. Gastelum         | 17 avril 2021     | 5     | 5:00  | Las Vegas, Nevada, États-Unis        | Combat de la soirée |
| Victoire      | 16-6 (1)  | Ian Heinisch     | Décision unanime                    | UFC 258: Usman vs Burns                     | 13 février 2021   | 3     | 5:00  | Las Vegas, Nevada, États-Unis        | |
| Défaite       | 15-6 (1)  | Jack Hermansson  | Soumission (clé de talon)           | UFC Fight Night: Figueiredo vs. Benavidez 2 | 19 juillet 2020   | 1     | 1:18  | Abou Dabi, Émirats Arabes Unis       | |
| Défaite       | 15-5 (1)  | Darren Till      | Décision partagée                   | UFC 244: Masvidal vs Diaz                   | 2 novembre 2019   | 3     | 5:00  | New-York, New-York, États-Unis       | |
| Défaite       | 15-4 (1)  | Israel Adesanya  | Décision unanime                    | UFC 236: Holloway vs. Poirier II            | 13 avril 2019     | 5     | 5:00  | Atlanta, Géorgie, États-Unis         | Pour le titre intérimaire des poids moyens de l'UFC. Combat de la soirée. Combat de l’année 2019.                                                |
| Victoire      | 15-3 (1)  | Ronaldo Souza    | Décision partagée                   | UFC 224: Nunes vs. Pennington               | 12 mai 2018       | 3     | 5:00  | Rio de Janeiro, Brésil               | Combat de la soirée. |
| Victoire      | 14-3 (1)  | Michael Bisping  | KO (coups de poing)                 | UFC Fight Night: Bisping vs. Gastelum       | 25 novembre 2017  | 1     | 2:30  | Mercedes-Benz Arena, Shanghai, Chine | Performance de la soirée. |
| Défaite       | 13-3 (1)  | Chris Weidman    | Soumission (étranglement bras-tête) | UFC on Fox: Weidman vs. Gastelum            | 22 juillet 2017   | 3     | 3:45  | Uniondale, New York, États-Unis      | |
| Sans décision | 13-2 (1)  | Vitor Belfort    | TKO (coups de poing)                | UFC Fight Night: Belfort vs. Gastelum       | 11 mars 2017      | 1     | 3:52  | Fortaleza, Ceará, Brésil             | Initialement une victoire de Gastelum, le résultat est changé après que Gastelum soit contrôlé positif à la marijuana. Performance de la soirée. |
| Victoire      | 13-2      | Tim Kennedy      | TKO (coups de poing)                | UFC 206: Holloway vs. Pettis                | 10 décembre 2016  | 3     | 2:45  | Toronto, Ontario, Canada             | Retour dans la catégorie des poids moyens. |
| Victoire      | 12-2      | Johny Hendricks  | Décision unanime                    | UFC 200: Tate vs. Nunes                     | 9 juillet 2016    | 3     | 5:00  | Las Vegas, Nevada, États-Unis        | |
| Défaite       | 11-2      | Neil Magny       | Décision partagée                   | The Ultimate Fighter Latin America 2 Finale | 21 novembre 2015  | 5     | 5:00  | Monterrey, Nuevo León, Mexique       | Combat de la soirée. |
| Victoire      | 11-1      | Nate Marquardt   | TKO (arrêt du coin)                 | UFC 188: Velasquez vs. Werdum               | 13 juin 2015      | 2     | 5:00  | Mexico, Mexique                      | Combat en poids moyens. |
| Défaite       | 10-1      | Tyron Woodley    | Décision partagée                   | UFC 183: Silva vs. Diaz                     | 31 janvier 2015   | 3     | 5:00  | Las Vegas, Nevada, États-Unis        | |
| Victoire      | 10-0      | Jake Ellenberger | Soumission (étranglement arrière)   | UFC 180: Werdum vs. Hunt                    | 15 novembre 2014  | 1     | 4:46  | Mexico, Mexique                      | Performance de la soirée. |
| Victoire      | 9-0       | Nico Musoke      | Décision unanime                    | UFC Fight Night: Swanson vs. Stephens       | 21 septembre 2013 | 3     | 5:00  | San Antonio, Texas, États-Unis       | |
| Victoire      | 8-0       | Rick Story       | Décision partagée                   | UFC 171: Hendricks vs. Lawler               | 15 mai 2014       | 3     | 5:00  | Dallas, Texas, États-Unis            | |
| Victoire      | 7-0       | Brian Melancon   | Soumission (étranglement arrière)   | UFC Fight Night: Condit vs. Kampmann II     | 28 août 2013      | 1     | 2:26  | Indianapolis, Indiana, États-Unis    | Début en poids mi-moyens. |
| Victoire      | 6-0       | Uriah Hall       | Décision partagée                   | UFC 143: Diaz vs. Condit                    | 13 avril 2013     | 3     | 5:00  | Las Vegas, Nevada, États-Unis        | Remporte la 17e édition de The Ultimate Fighter.                                                                                                 |
| Victoire      | 5-0       | Mike Ashford     | TKO (coups de poing)                | Rage in the Cage 161                        | 20 juillet 2012   | 1     | 1:57  | Chandler, Arizona, États-Unis        | |
| Victoire      | 4-0       | Bill Smallwood   | Soumission (étranglement arrière)   | Cage Rage: On the River 2                   | 15 juillet 2011   | 1     | 0:55  | Parkee, Arizona, États-Unis          | |
| Victoire      | 3-0       | Mike Gentile     | TKO (coups de poing)                | Desert Rage Full Contact Fighting 10        | 22 octobre 2011   | 2     | 2:32  | Yuma, Arizona, États-Unis            | |
| Victoire      | 2-0       | Yair Moguel      | TKO (coups de poing)                | Latin American Warriors 1: Heatwave         | 16 juillet 2011   | 2     | 2:26  | Mexicali, Basse-Californie, Mexique  | |
| Victoire      | 1-0       | José Sanches     | Soumission (coups de poing)         | Latin American Fighter 1: Border Wars       | 11 décembre 2010  | 2     | 1:38  | Mexicali, Basse-Californie, Mexique  | |